# Mándy Károly
Mándy Károly (Mandl; Mándl; angolul: Charles Mundee-Mándy) (Nagybecskerek, Torontál vármegye, 1817 – New York, N. Y., USA, 1871. június 4.) magyar honvédhadnagy, az amerikai polgárháború címzetes (Brevet) dandártábornoka.

## Életútja
1817-ben született zsidó családban (apja Zacharias Mauthner, anyja Rosalia Kohn), kereskedő volt, majd a magyar szabadságharc alatt tüzérhadnagy, ezután hadbíró hadnagy lett. A szabadságharc bukása után emigrációba kényszerült, kivándorolt Amerikába, ahol Carolo Augustus Mundee néven élt. 1850-ben Kansas államban, Leavenworth városkában telepedett le, bekapcsolódott a város közéletébe, s ő lett ott a jegyző.
Amerikai katonai karrierjét Pivány Jenő állította össze, idézi Kende Géza. E szerint Kansasban állt be az unionisták zászlaja alá. 1861. augusztus 24-én kapitány; 1862. augusztus 16-kán őrnagy. A Winchester (Virginia), Fischer's Hill és Cedar Creek melletti ütközetekben hősiességével tüntette ki magát és ezért 1864. október 19-én ezredessé léptették elő. Petersburg (Virginia) mellett ismét bátran harcolt, ezért 1865 tavaszán címzetes dandártábornoki rendfokozatot kapott. 1866. szeptember 15-én szerelt le.
Charles Mándy harcmodoráról a Petersburg-i csata kapcsán a következőket írta M. Barber, a Vermont brigád adjutánsa, idézzük Vasváry Ödön nyomán:
„A parancsnokságot Charles Mándy ezredes vette át, aki azt a következő hadmozdulatok alatt a legnagyobb vitézséggel töltötte be. Mint aki teljesen bizonyos abban, hogy csapatai követni fogják, bárhova megy, a csatsor legelejére vonult, teljesen figyelmen kívül hagyva minden környező veszedelmet. Hősies példája, valamint ügyessége, amellyel a harcot irányította igen nagy mértékben gyarapította azokat a dicsőséges haditetteket, amelyet azon a napon a Vermonti dandár végrehajtott.”
Mándy két sebesüléséről is beszámol Vasváry Ödön. Elsőként 1864. október 19-én a Cedar Creek-i ütközetben sebesült meg, ahol a VI. hadtest második hadosztályát irányító George W. Getty tábornok törzstisztjeként szolgált. Ugyancsak súlyosan megsebesült a csípőjén 1864. május 8-án, Virginiában, a Spotsylvaniai csatában is.
Mándy a polgárháború befejezése után visszatért a polgári életbe, családjával együtt a Florida állambeli Tallahassee-be költözött. A polgárháborús veterán szervezetek összejövetelein rendszeresen részt vett. Különös körülmények közt érte a halál, otthonából éppen Bostonba (Massachusetts) utazott a Potomac hadsereg veterán találkozójára, de közben megszakította útját, s betért New Yorkba. 250 dollárért részesedést vásárolt egy jobb időket megért kocsmában. Letartóztatták azzal a váddal, hogy becsapott egy ügyfelet, New York központi börtönébe, a Tomsba szállították, ahol az éjszaka folyamán, 1871. június 4-én ismeretlen okból meghalt.

## Magánélete
1851. május 5-én Missouri államban elvette feleségül Alice Ryant (1831-1905), akit aztán elvitt magával Leavenworth városkába, hét gyermekük született (öt fiú és két lány). Valamennyit megkeresztelték.